# Epígono de Pérgamo

Gálata Ludovisi, copia de una obra atribuida a Epígono, Palazzo Altemps.

Epígono de Pérgamo (en griego, Ἐπίγονος, Epígonos, a veces transcrito como Epígonas), hijo de Carios de Pérgamo, es el nombre de un escultor griego del siglo III a. C. (periodo helenístico), perteneciente a la escuela de Pérgamo. 

## Biografía
Fue el escultor principal entre los de la corte de la dinastía atálida en Pérgamo a fines del siglo III a. C. Plinio el Viejo, que ofrece la única lista que nos ha llegado de los escultores de esta influyente escuela de Pérgamo le atribuye obras entre las esculturas del monumento de la victoria erigido por Atalo I en el santuario de Atenea en la acrópolis de Pérgamo para conmemorar su victoria sobre los galos de Galacia (223 a. C.).
Entre las obras de escultores, Plinio le atribuye a Epígonos un  magistral Trompetero y 'su hijo pequeño que acaricia a su madre muerta'. La figura masculina en el grupo, que formó parte del monumento patrocinado por Atalo I en Pérgamo, es probablemente el original de la copia romana de mármol conocida en los tiempos actuales como el Gálata moribundo, hoy en los Museos Capitolinos de Roma. El niño que llora y que acaricia con pena a su madre muerta está 'asociado con el llamado Amazona muerta en Nápoles, una copia de un grupo que formó parte de la segunda dedicación gálata posterior de Atalo, en Atenas. De los dibujos de esta composición realizados durante el Renacimiento, se ha constatado que el niño fue retirado de la estatua de Nápoles durante el siglo XVI'.
Existe otra escultura del mismo monumento en copia de mármol de un Galo matando a su esposa y a sí mismo (Gálata Ludovisi), anteriormente en la colección Ludovisi. Ocho bases firmadas de la acrópolis de Pérgamo han perdido sus esculturas de bronce, que por su valor debieron ser cortadas y fundidas durante la época cristiana.
Sus obras han sido imitadas por escultores diversos, en particular los dos escultores que se autodenominan, Agasio de Éfeso, el que firmó como Agasio de Éfeso, hijo de Menófilo en el pedestal del denominado Galo herido de Delos que estaba en el ágora de los italianos de Delos, y el otro Agasio de Éfeso, hijo de Dositeo, que talló su nombre en la estatua llamada Gladiador Borghese.